# 高山師門
高山 師門（たかやま しもん、1990年4月22日 - ）は日本のプロバスケットボール選手である。身長188cm、体重85kgで、ポジションはパワーフォワード。Bリーグ・B2のアースフレンズ東京Zに所属していた。
東海大学卒業後の2013年に、当時アマチュアチームだったアースフレンズ東京に入団。翌2014年にチームがNBDLに参入し「アースフレンズ東京Z」に改名すると同時に、高山もプロ選手となる。2015年にはNBDLオールスターゲームに出場し、また2016年8月にはNBAデベロップメント・リーグのトライアウトにBリーグより派遣された。

## 経歴
東京都出身。中学校でバスケットボールを始め、2005年の都道府県対抗ジュニアバスケットボール大会では東京都代表チームに選抜された。
中学卒業後は東海大菅生高校に進み、2007年の国体では東京都チームの一員として3位入賞に貢献、2007年と2008年のウィンターカップではベスト8に進出した。
その後東海大学のバスケットボール部に進み、4年次となる2012年には副キャプテンに就任。この年のインカレでは、決勝戦で青山学院大学を71-57で破り優勝。高山は試合時間残り1分で出場し、最後の得点を挙げた。
2013年に大学を卒業し、クラブチームのアースフレンズに加わり、社会人向けバスケットボールチームのコーチとして指導を行いながら、選手として競技を続け、この年の全国クラブ選手権ベスト16に貢献した。またこの年、チームのNBDL参入が承認され、高山は翌2014年よりプロ選手となった。
NBDL 2014-15シーズン、高山は32試合に出場し、1試合平均11.2得点、7.1のリバウンドを記録した。この年のオールスターゲームにファン投票フォワード部門1位で選出された。
NBDL 2015-16シーズンは35試合に出場、1試合平均10.7得点を記録した。シーズン終了後の2016年8月、Bリーグの事業の一環としてNBAデベロップメント・リーグのトライアウトに畠山俊樹、並里成と共に派遣され、3人の内でただひとり1次選考を通過した。
Bリーグ・B2　2016-2017シーズン、キャプテンに就任、60試合に出場し、1試合平均7.3得点、5.2のリバウンドを記録した。これまで苦手としていた3ポイントも53.8%の成功率を収め、外からも得点出来るパワーフォワードとして相手チームに脅威を与え始めた　

### 個人成績
| シーズン | チーム | GP | GS | MPG  | FG%  | 3P%  | FT%  | RPG | APG | SPG | BPG | TO  | PPG  |
| -------- | ------ | -- | -- | ---- | ---- | ---- | ---- | --- | --- | --- | --- | --- | ---- |
| 2014-15  | 東京Z  | 32 | 24 | 26.6 | 54.2 | 0.0  | 80.4 | 7.4 | 1.0 | 0.8 | 0.3 | 0.9 | 11.2 |
| 2015-16  | 東京Z  | 35 | 27 | 26.4 | 51.6 | 50.0 | 75.7 | 6.1 | 0.8 | 0.7 | 0.1 | 1.3 | 10.7 |
| 2016-17  | 東京Z  | 60 | 58 | 24.9 | 48.4 | 53.8 | 80.5 | 5.2 | 0.8 | 0.6 | 0.2 | 0.8 | 7.3  |